# Deivi Cruz
Deivi Cruz García (nacido el 6 de noviembre de 1972 en Baní) es un ex infielder dominicano que jugó en las Grandes Ligas de Béisbol. Cruz jugó por última vez para Bridgeport Bluefish en la Liga del Atlántico.
Fue liberado por los Cardenales de San Luis el 30 de marzo de 2006, y firmado por los Bridgeport Bluefish  el 10 de junio de 2006.
Cruz jugó en las Grandes Ligas durante nueve temporadas (1997-2005) con los Tigres de Detroit, Padres de San Diego, Orioles de Baltimore, Gigantes de San Francisco, y los Nacionales de Washington. En 1,234 partidos, Cruz tuvo un promedio de bateo de .269 con 70 home runs.